# الرأسمالية الشمولية
الرأسمالية الشمولية هي مفهوم نظري وحركة سياسية تسعى إلى معالجة عدم المساواة في الدخل والثروة داخل إطارالرأسمالية الغربية في أعقاب الأزمة المالية لعامي 2007-2008 .[بحاجة لمصدر]

## الأصل الفلسفي
تنشأ الرأسمالية الشمولية من الأسئلة الفلسفية التي سبقت الرأسمالية الحديثة.[بحاجة لمصدر] حيث تدور هذه التساؤلات حول دوافع الأفراد. هل يحفزهم مايخدم مصلحتهم الذاتية فقط، او ما يحقق منفعة للمجتمع ككل، او فيما بينهما؟ وقد قدم العديد من الفلاسفة أفكارهم الخاصة حول هذه التساؤلات، ومن بينهم توماس هوبز . حيث يعتقد هوبز أن "الإنسان كان مدفوعًا بشهواته ورغباته ومخاوفه ومصالحه الذاتية، ساعيًا إلى تحقيق المتعة وتجنب الألم. [...] وكانت رغبته الرئيسية، وأهم القوانين الطبيعية، هي الحفاظ على الذات وتجنب الموت". وقد أصبح تأكيد هوبز حجر الأساس للرأسمالية، التي تعزز الطبيعة الحصرية للناس بدلاً من الطبيعة الشاملة.[بحاجة لمصدر]
تأثر آدم سميث بأفكار هوبز الذي اعتقد أن الحكومات لا ينبغي لها أن تقمع المصلحة الذاتية للناس في الاقتصاد، لكن "سميث لم يشر أبدًا الى أن [الناس] مدفوعون فقط بالمصلحة الذاتية؛ بل اشار ببساطة إلى أن المصلحة الذاتية تحفز بشكل أقوى وأكثر ثباتًا من اللطف أو الإيثار أو الاستشهاد ". وفي القرنين السابع عشر والثامن عشر، انفصلت مفاهيم الأخلاق ( اللاهوت ) والقيمة ( الاقتصاد )، مما دفع سميث إلى تطوير نظرية جديدة للقيمة تعتمد على تقسيمات العمل بدلاً من تعريف القيمة في سياق ديني يرتبط للعمل من أجل الله. وبالنسبة لسميث "لا يمكن قياس القيمة بالمال، لأن المال قد يكون نادرًا بشكل مصطنع في بعض الأحيان [...] وبما أن العمل له قيمة متساوية بالنسبة للعامل، لذا فإن العمل هو أفضل مقياس للقيمة". وبالتالي فإن مفهوم الرأسمالية يستند في فكرة أن الطبيعة البشرية مهتمة بالمصلحة الذاتية بطبيعتها وأن قيمة السلع والخدمات مستمدة من العمل.[بحاجة لمصدر]
انتقد كارل ماركس الرأسمالية من خلال تحليل تقسيم العمل في أوروبا من منظور تاريخي.حيث أكد أن الطبيعة البشرية للناس، ولاسيما أفكارهم "كانت إلى حد كبير نتاجًا للطبقة والبنى الاقتصادية والمواقف الاجتماعية.لقد بررت الافكارالبنية الاقتصادية واضفت عليهاطابعاً عقلانياً في أي وقت محدد - إلا انها لم تكن السبب في تلك البنية". لذلك توصل ماركس إلى أن تقسيم العمل يساهم في عدم المساواة الدائمة بين جماهير العمال ذوي الدخل المنخفض ( البروليتاريا ) والذين يمثلون أعداداً كبيرة وتقل ثرواتهم بشكل كبير مقارنة بالأقلية من الطبقة العليا الأكثر قوة ( البرجوازية ) والتي تضم غالبًا السياسيين وأصحاب الأعمال. وقد ركز المنظور التاريخي لماركس على دور السياسة في المساهمة في إضفاء الشرعية على أنماط الإنتاج التي خلقت طبقات اجتماعية اقتصادية منفصلة.
وفقًا لماركس، "فإن تقسيم العمل داخل الأمة يؤدي في البداية إلى فصل العمل الصناعي والتجاري عن العمل الزراعي، ومن ثم إلى فصل المدينة عن الريف وإلى تعارض مصالحهما". يمكن فهم مصطلح المدينة في هذا السياق على أنه يشير الى مراكز السلطة السياسية وإتخاذ القرار الاقتصادي، حيث يتمتع سكان المدن بقدر اكبر من القوة مقارنةً بالعاملين في الناطق الريفية. ووفقا لماركس، فإن أولئك الذين يمتلكون أكبر قدر من القوة يستفيدون من فوائد الرأسمالية،بينما يستبعد من يمتلكون سلطة أقل من هذه الفوائد.
استخدم كارل بولاني نهجًا ثقافياً شاملاً لفهم الانواع المختلفة من الاقتصادات، بما في ذلك تلك القائمة على الرأسمالية.وقد بدأ بوصف مصطلح "الاقتصاد" كونه مزيج من معنيين منفصلين، الأول هو "المعنى الجوهري " الذي يشير إلى العلاقة التي تربط البشر ببعضهم البعض والى الأرض. أما المعنى الثاني فهو "المعنى الشكلي" الذي يتعامل مع "علاقة الوسائل بالغايات" والتي تركز على ترشيد الوسائل لتعظيم النتائج (وهو فهم "منطقي" وآلي لمعنى أن تكون إنسان وان تكون جزء ً من الاقتصاد). يوضح بولاني كيف تم تطبيق مبدأ المعاملة بالمثل وإعادة التوزيع والتبادل في ثقافات مختلفة عبر الزمن. وخلص بولاني إلى أن المعاملات الاقتصادية في بعض الثقافات تنطوي على علاقات إنسانية عميقة وتعتمد على اتخاذ القرارات من أجل الحفاظ على البيئة والتماسك الاجتماعي. وفي ثقافات أخرى، تخدم الاقتصادات وظيفة أو فائدة تتمثل في زيادة رأس المال حيث تعتمد المعاملات بدرجة أقل على هدف التماسك الاجتماعي والرفاهة البيئية.[بحاجة لمصدر] ينشأ الاستخدام المعاصر لمصطلح "الرأسمالية الشاملة" من الفهم التاريخي لجوهر الطبيعة البشرية ودورها في صنع القرار الاقتصادي.[بحاجة لمصدر]

## الفهم المعاصرلمفهوم الرأسمالية
يزعم روبرت آشفورد أن مفهوم الرأسمالية الشمولية متجذر في افتراضات الاقتصاد الثنائي .
وليس من المؤكد من هو الذي صاغ مصطلح الرأسمالية الشمولية . من خلال استخدام قواعد بيانات إلكترونية مختلفة للاستعلام عن هذا المصطلح، على سبيل المثال JSTOR ، وOCLC Academic، وWeb of Science ، وGoogle Scholar ، وما إلى ذلك، فقد حدد باحث Google Book وأحد من اقدم ظهور للمصطلح في منشور معهد الأراضي الحضرية عام 1943، الأراضي الحضرية (1943). [بحث أصيل] وقد نشر اثنان من العلماء المصطلح بشكل فردي وكذالك من خلال منشورات تعاونية، وهما سي كي براهالاد ، أستاذ الاستراتيجية المتميز بول وروث ماكراكين في كلية روس للأعمال في جامعة ميشيغان - روس، وألين هاموند، نائب رئيس المشاريع الخاصة والابتكار في معهد الموارد العالمية .[بحاجة لمصدر]
بدأ براهالاد كتابه الصادر في عام 2005 بعنوان "الثروة في أسفل الهرم: القضاء على الفقر من خلال الأرباح" بالسؤال "لماذا لا نستطيع خلق الرأسمالية الشمولية". ويستخدم براهالاد مصطلح "الرأسمالية الشمولية" لدعوة القراء إلى التركيز على المستهلكين والأسواق المحرومة من الخدمات بهدف خلق الفرص للجميع.
ومن بين أقدم منشورات هاموند التي تناقش حصرية الرأسمالية مقالة عام 2001 والتي كانت بعنوان "التنمية المدعومة رقميًا" وقد نُشرت هذه المقالة في مجلة الشؤون الخارجية . وفي المقال، يصف هاموند كيف أن التكنولوجيا في تسعينيات القرن العشرين ادت إلى تمكين العديد من الناس من الحصول على ثروة أكبر وسمحت بتحسين نوعية حياتهم بشكل عام. ويشير أيضًا إلى أن مليارات البشر ما زالوا يعيشون في فقر في البلدان التي تطور مجتمعاتها الرأسمالية. ومن أجل معالجة هذه الخصوصية التي تتمتع بها الرأسمالية، ينبغي استخدام نموذج رأسمالي جديد، كما يزعم هاموند. "إن ما نحتاج إليه بدلاً من ذلك هو نموذج من القاعدة إلى القمة يجعل الائتمان والاتصالات والمعلومات ومصادر الطاقة وأدوات المساعدة الذاتية الأخرى متاحة للجميع [...] والفكرة وراء هذا النموذج التنموي الجديد هي أن الخدمات الأساسية ينبغي أن تقدمها الشركات عموماً ـ في بعض الأحيان بشكل مباشر، وفي أحيان أخرى بالشراكة مع الحكومات أو شبكات المنظمات غير الحكومية".
نشر براهالاد وهاموند مقالاً مشتركاً في عام 2002 في مجلة هارفارد بيزنس ريفيو ، حيث قدما أفكارهما حول استخدام الحلول القائمة على السوق للتخفيف من حدة الفقر من خلال دراسة حالة افتراضية للتنمية في الهند. وفي عام 2004، قدما أفكارهما في منشور آخر مشترك، حيث سلطا الضوء هذه المرة على ثلاثة مفاهيم خاطئة و شائعة لدى الشركات حول الفقراء. الأول هو أن الفقراء لديهم قدرة شرائية ضئيلة. السبب الثاني هو أن الأشخاص ذوي الدخل المنخفض لا يحبون التغيير، في حين أنهم في الواقع غالبا ما يحصلون على فرص ضئيلة للاختيار بين مجموعة متنوعة من المنتجات والخدمات. ثالثًا، لا يمكن الحصول على الكثير من المال عن طريق البيع للفقراء. إن "أسر الفقراء في العالم ـ الذين يقل دخلهم السنوي عن 6000 دولار أميركي ـ هائلة. وتضم أكبر 18 دولة ناشئة ومتحولة 680 مليون أسرة فقيرة، بإجمالي دخل سنوي يبلغ 1.7 تريليون دولار أميركي ـ وهو ما يعادل تقريباً الناتج المحلي الإجمالي السنوي لألمانيا".

## تطبيق مفهوم الرأسمالية الشمولية
في عام 2012، أنشأت جمعية هنري جاكسون فريق عمل لمشروع مبادرة الرأسمالية الشمولية بهدف بدء حوار عبر المحيط الأطلسي حول التزايد المستمر لعدم المساواه في الدخل وتهديده للنظام الرأسمالي.
في عام 2014، عقد مؤتمر حول الرأسمالية الشاملة، والذي استضافته مدينة لندن بالتعاون مع شركة إي إل روتشيلد القابضة، حيث تمت مناقشة مفهوم الرأسمالية الشمولية كإجراء عملي. وفي مؤتمر آخر عقد في عام 2015، تم طرح الافكارحول "مسار العمل".  في نفس العام 2015، سجل الائتلاف من أجل الرأسمالية الشمولية في الولايات المتحدة كمنظمة غير ربحية. أصبحت لين فورستر دي روتشيلد الرئيسة التنفيذية المؤسسة للائتلاف. وفي مؤتمر الرأسمالية الشاملة لعام 2016 في مدينة نيويورك ، كما أعرب المشاركون عن التزامهم بتعزيز النمو الاقتصادي الشامل. عبر أعضاء الائتلاف عن اعتقادهم بأن جميع الاطراف المعنية، بما في ذلك القطاع التجاري والمجتمع، يجب أن يشاركوا في تنفيذ أجندة الرأسمالية الشمولية
وفي عام 2019،قدم مشروع إمبانكمينت للرأسمالية الشاملة الذي اطلقه الائتلاف بالتعاون مع شركة إيرنست آند يونغ، تقريراً عن نتائجه في ورقة بيضاء. كانت هذه خطوة رائدة "لتطوير إطار عمل وتحديد مقاييس ذات مغزى للإبلاغ عن الا نشطة التي تخلق القيمة الشاملة على المدى الطويل والتي لم توثق حتى الآن في البيانات المالية التقليدية".
في عام 2020، تم تأسيس مجلس الرأسمالية الشمولية وهو شراكة بين الائتلاف والفاتيكان.
ويعبر بعض الخبراء عن تفاؤلهم بإمكانية إعادة تشكيل الرأسمالية بطريقة أكثر شمولية ومسؤولية.

## نقد مفهوم الرأسمالية
في عام 2007، استنتج هاموند وفريق من الباحثين من بنك التنمية للبلدان الأمريكية ، ومؤسسة التمويل الدولية التابعة لمجموعة البنك الدولي ، ومعهد الموارد العالمية إلى أن الفقر يؤثر على أربعة مليارات شخص في جميع أنحاء العالم، يعيش العديد منهم في بلدان رأسمالية أو بلدان في مرحلة انتقالية نحو الرأسمالية (هاموند وآخرون، 2007). يعرف الفقر على أنه "أولئك الذين يقل دخلهم عن 3000 دولار أمريكي حسب القدرة الشرائية المحلية" (هاموند وآخرون 2007:3). وبناء على هذه الأدلة، فإن التجارب التي يعيشها معظم البشر هي أنهم يعيشون في بلدان تمارس درجات مختلفة من الرأسمالية، والتي اثبتت أنها حصرية للغاية. وتكشف الصفحات الافتتاحية للتقرير الذي أعده هاموند وآخرون في عام 2007 أن التمويل الإضافي للتقرير جاء من شركات إنتل ، ومايكروسوفت ، ورويال داتش شل ، وفيزا إنترناشيونال . وقد يشير هذا إلى إحتمالية وجود مصالح متداخلة بين الرأسمالية المحسوبية والرأسمالية الشولية.
يقدم علماء الأنثروبولوجيا والمؤرخون والعاملون في المجال الطبي والاجتماعي وعلماء الاجتماع فهمًا بديلًا للرأسمالية وكيفية جعلها أكثر شمولية. ويستخدم هؤلاء العلماء وغيرهم الإثنوغرافيا والبيانات الاقتصادية والتاريخ السياسي لتوثيق السياسات العامة المتعمدة والتي تدعمها المصالح التجارية للحفاظ على الوضع الراهن للسكان ذوي الدخل المنخفض وتتواطأ الحكومات والشركات لمنع السكان ذوي الدخل المنخفض من الحصول على السكن بأسعار معقولة والرعاية الصحية والتعليم والتغذية لأنها تحول الموارد لتحقيق أقصى قدر من الأرباح من السكان ذوي الدخل المتوسط والعالي. ولا شك أن جعل الرأسمالية أكثر شمولاً يتضمن اقتراحات هاموند وبراهلاد لتشجيع الشركات على بيع السلع للفقراء بأسعار معقولة. ومع ذلك، يتوجب على الرأسمالية الشمولية أن تعالج الاعتبارات السياسية التي تحافظ على التفاوتات الهيكلية داخل أي اقتصاد.
ويؤيد هاموند وبراهلاد استخدام تكنولوجيا المعلومات والاتصالات ، مثل الهواتف المحمولة وأجهزة الكمبيوتر والإنترنت، باعتبارها أدوات قوية للتخفيف من حدة الفقر. تكشف البيانات الإثنوغرافية من علماء الأنثروبولوجيا وعلم الاجتماع أن تكنولوجيا المعلومات والاتصالات المتاحة على نطاق واسع وبأسعار معقولة توفر تحسنًا نوعيًا في حياة الأشخاص ذوي الدخل المنخفض، ولكنها لا تعمل على تحسين معيشتهم وثرواتهم بشكل يمكن قياسه . وتشير الأبحاث إلى أنه من غير المرجح أن يحدث التحسن الملموس في حياة الفقراء بدون سياسات حكومية شاملة تشجع في الوقت نفسه الأجور المعيشية، والإسكان بأسعار معقولة، والوصول إلى الغذاء الجيد ومنخفض التكلفة، والتعليم عالي الجودة وغير المكلف، والرعاية الصحية، والنقل العام. ورغم أن هذه السياسات العامة قد تنفذها الشركات والمنظمات غير الحكومية، فإن الرقابة الحكومية ليست بحاجة إلى إلغائها لتحقيق اقتصاد رأسمالي أكثر شمولاً.
يزعم جون كاي أن معظم شركات القرن الحادي والعشرين أصبحت شمولية بالفعل.
ويصف نافذ أحمد مبادرة الرأسمالية الشاملة بأنها حصان طروادة تم تجميعه لتهدئة الثورة العالمية القادمة ضد الرأسمالية.